# Phytoliriomyza medellinensis
Phytoliriomyza medellinensis este o specie de muște din genul Phytoliriomyza, familia Agromyzidae, descrisă de Spencer în anul 1984.
Este endemică în Columbia. Conform Catalogue of Life specia Phytoliriomyza medellinensis nu are subspecii cunoscute.